# Frankowa
Frankowa (słow. Veľká Franková) – wieś (obec) na Słowacji w powiecie Kieżmark, kraju preszowskim. Znajduje się w etnograficznym regionie zwanym Zamagurzem. Położona jest przy ujściu Frankowskiego Potoku do Osturniańskiego Potoku. Zajmuje doliny tych potoków oraz wznoszące się nad nimi stoki grzbietów Pogórza Spiskiego. Przez miejscowość przechodzi szosa z Hanuszowców przez Przełęcz Hanuszowską do Osturni oraz odbiegająca od niej droga z Frankowej do Frankówki.
We Frankowej ostało się jeszcze sporo dawnych stylowych zabudowań z bali drewnianych o szczelinach między belkami umszytych, zabitych deseczkami i malowanymi zazwyczaj na niebieski kolor.

## Historia
Wieś założyli w końcu XIII wieku na prawie niemieckim przedstawiciele pochodzącego z Wielkiej Łomnicy rodu Berzeviczy. W kronikach notowana po raz pierwszy w 1296, następnie w 1314 jako villa magistri Frank („wieś mistrza Franka”). W 1396 wieś przeszła w zarząd zgromadzenia kartuzów ze Skały, a w późniejszym okresie w skład państwa kartuzów z Czerwonego Klasztoru. W latach 1529–1542 Frankowa przynależała do państwa niedzickiego. Po tym czasie została zwrócona do dóbr kartuzów i dzieliła ich los do zniesienia poddaństwa w 1848 roku.
W 1553 roku do wsi przeor kartuzów sprowadził do wsi dodatkowych rusińskich osadników, których liczba w pewnym momencie była tak duża, że w roku 1562 w kronikach Frankową opisano jako wieś rusińską (villa Rutenis). Pomimo tego wieś tradycyjnie zaliczana jest do wsi góralskich. Mieszkańcy zachowali swój folklor i do dzisiaj mówią gwarą spiską, klasyfikowaną przez polskich językoznawców jako gwara dialektu małopolskiego języka polskiego, przez słowackich zaś jako gwara przejściowa polsko-słowacka.

## Demografia
Według danych pozyskanych podczas spisu powszechnego z 2011 roku mieszkańcy Frankowej przynależeli do następujących grup:
- Według płci:[9][10][11]
  - mężczyźni – 175
  - kobiety – 171

- Według narodowości:[9]
  - Słowacy – 347
  - Ukraińcy – 2
  - Czesi – 1
  - Polacy – 1

- Według języka ojczystego:[10]
  - słowacki – 346
  - ukraiński – 2
  - czeski – 1
  - polski – 1
  - nieokreślony – 1

- Według wyznania:[11]
  - Kościół rzymskokatolicki – 314
  - Kościół greckokatolicki – 3
  - bez wyznania – 6
  - nieokreślone – 28

## Galeria

Frankowa
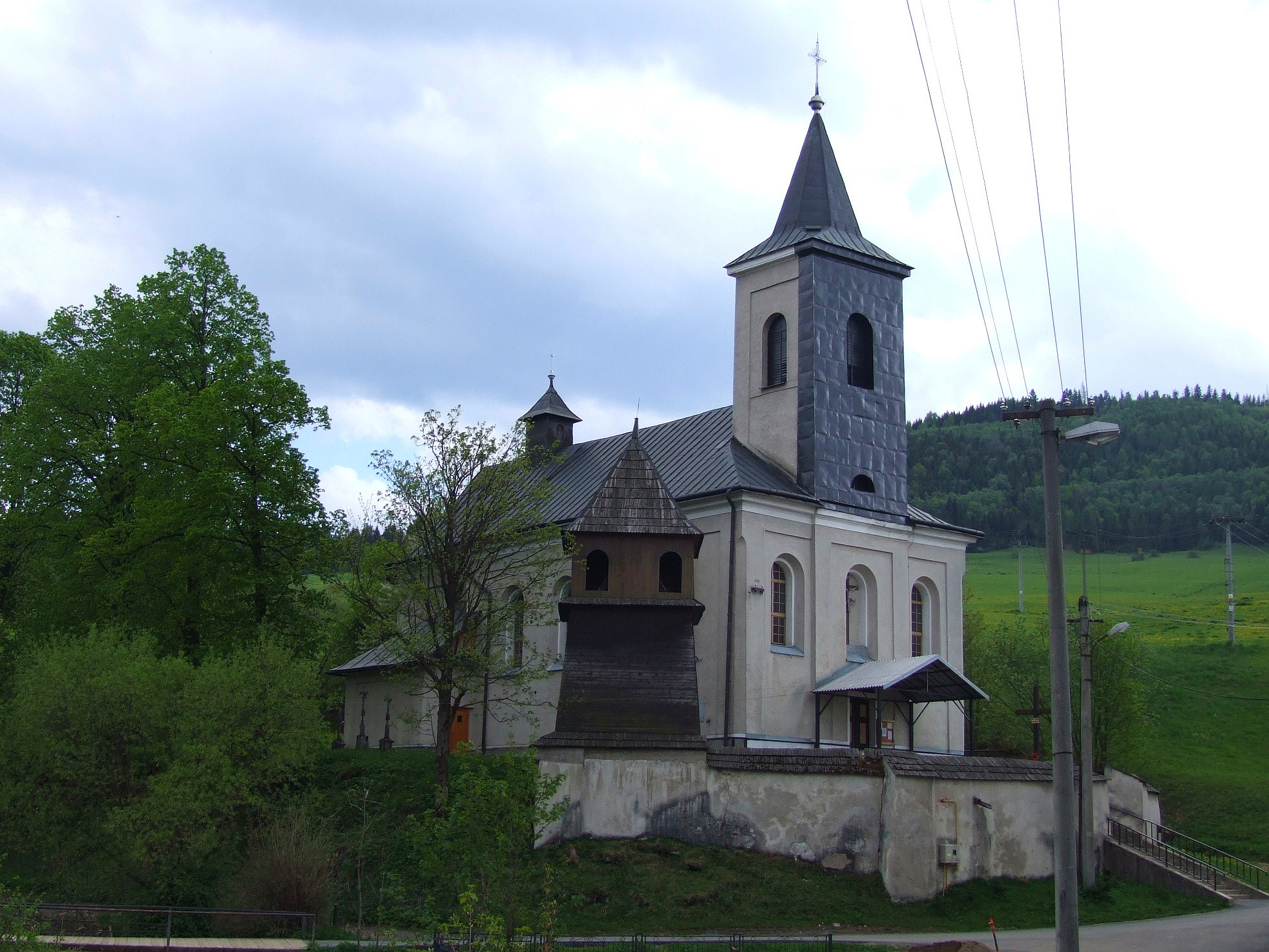
Kościół we Frankowej (maj 2011)
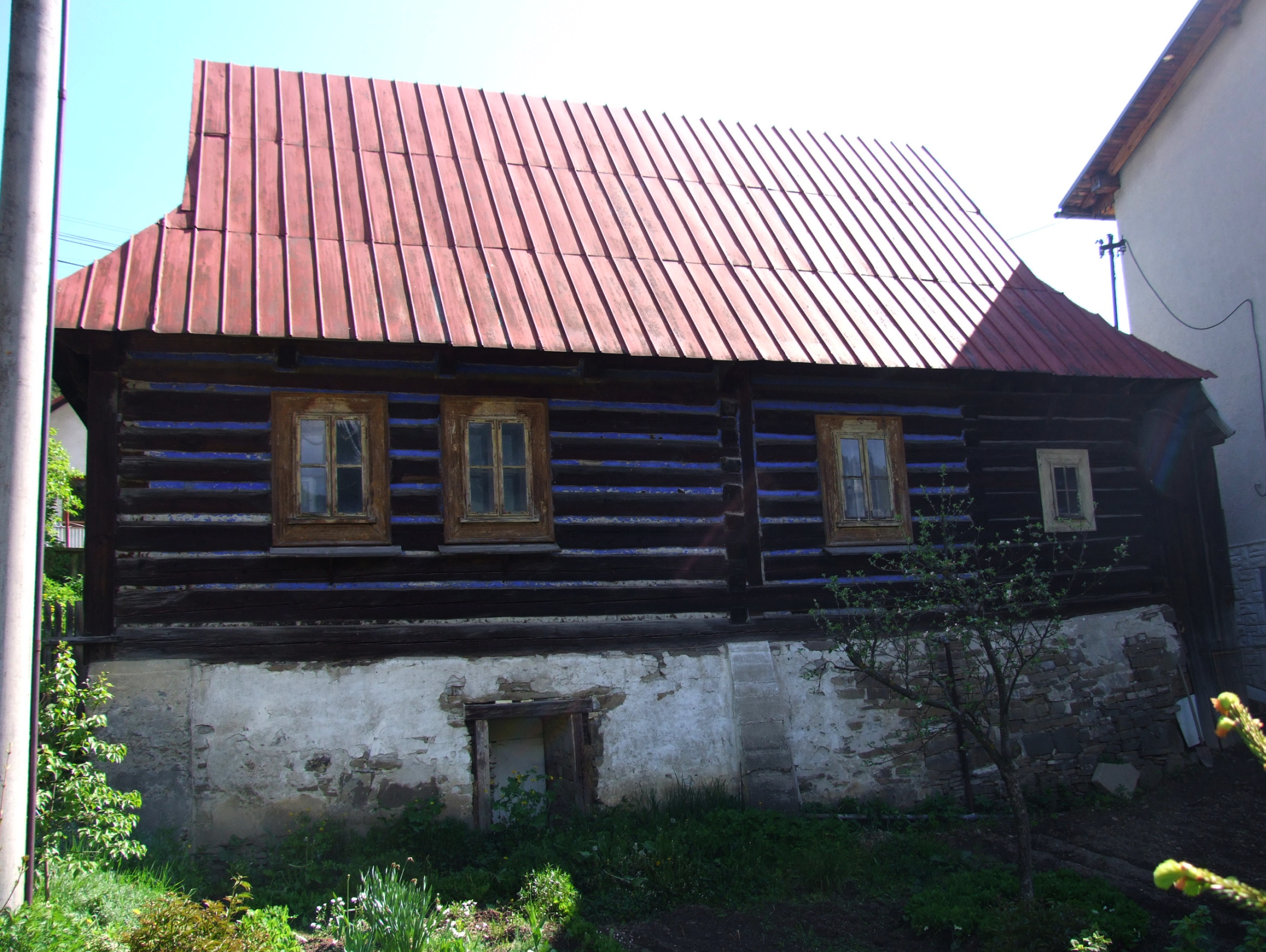
Zabytkowy dom (maj 2011)